# Albany (Kalifornia)
Albany város az USA Kalifornia államában, Alameda megyében. Lakosainak száma 20 271 fő (2020. április 1.).

## Népesség
A település népességének változása:
| Lakosok száma | 808  | 2462 | 11 493 | 17 590 | 14 804 | 15 130 | 16 327 | 16 444 | 20 143 | 20 271 |
|               | 1910 | 1920 | 1940   | 1950   | 1960   | 1980   | 1990   | 2000   | 2017   | 2020   |